# 2025
El 2025 (MMXXV) és l'any actual. És un any comú començat en dimecres.

## Esdeveniments

#### Països Catalans
- 20 de febrer - València (País Valencià): les Corts van votar en contra de la proposició no de llei per demanar la dimissió del president Carlos Mazón per la seva gestió de la gota freda del 29 d'octubre de 2024.[1]
- 28 de març - Catalunya: El Tribunal Superior de Justícia català va anul·lar la condenma de l'exfutbolista Daniel Alves pel delicte d'agressió sexual a una noia el desembre de 2022.[2][3]
- 27 d'abril - Monestir de Montserrat (Catalunya): La Mare de Déu de Montserrat va sortir en processó per tercer cop en la seva història, commemorant el mil·lenari del monestir de Montserrat.[4][5][6]
- 5 de maig - Argentina: El Club Patí Vila-sana esdevé el primer club català en guanyar el Mundial de Clubs d'hoquei patins femení.[7][8]
- 9 de maig - El Futbol Club Barcelona femení guanya la Lliga espanyola de futbol femenina.[9]
- 10 de maig - Barberà del Vallès: La colla bastonera Les Romanes-ARA I SEMPRE assoleix dos rècords mundials: ballar el ball de bastons durant 25 hores ininterrompudes i repetir la mateixa coreografia 6.600 vegades.[10][11]
- 13 de maig - Baix Camp (Catalunya): Descoberta d'un nou jaciment arqueològic prehistòric amb restes d'activitat humana a la Balma de Castelló.[12]
- 15 de maig - Cornellà de Llobregat i El Prat de Llobregat: El F.C. Barcelona masculí assoleix el seu 28è títol de Lliga.[13]
- 19 de maig - Barcelona: Es produeixen les primeres declaracions pels casos de tortura policial a la Prefectura Superior de la Policia Nacional de Via Laietana durant el franquisme.[14]
- 29 de maig - Catalunya: Es presenta el primer Mapa d'Hàbits Marins de Catalunya amb l'objectiu de millorar les polítiques de conservació dels seus ecosistemes.[15][16]
- 29 de maig - Costa Brava: Es registra un terratrèmol de magnitud 3.5 amb epicentre al Mediterrani, a prop de la costa gironina.[17]

#### Gener
- 1 de gener - Polònia: el país assumeix la presidència del Consell de la Unió Europea després d'Hongria.[18]
- 1 de gener - Liechtenstein: Esdevé el 37è país del món en legalitzar el matrimoni homosexual.[19]
- 6 de gener - Canadà: el primer ministre Justin Trudeau anuncia la seva dimissió del càrrec i també com a líder del Partit Liberal del Canadà.[20][21]
- 9 de gener - Estats Units d'Amèrica: se celebra el funeral d'estat per l'expresident del país Jimmy Carter, mort el 29 de desembre de 2024.[22]
- 10 de gener - Veneçuela: Nicolás Maduro pren possessió del càrrec de president, que ocuparà fins al 2031.[23]
- 15 de gener  - Israel i Palestina: en el marc de la Guerra entre Israel i Gaza, Israel i Hamàs pacten un armistici amb intercanvi de presoners que es va fer efectiu el 19 de gener.[24][25]
- 19 de gener - Estats Units d'Amèrica: entra en vigor la prohibició de TikTok, tot i que la mesura es deroga poques hores després.[26]
- 20 de gener - Estats Units d'Amèrica: Donald Trump pren possessió del càrrec de 47è president del país. Comença el seu segon mandat i finalitza el govern de Joe Biden.[27]
- 23 de gener - Tailàndia: el país oficialitza la legalització del matrimoni homosexual.[28]
- 26 de gener - Tenerife (Illes Canàries, Espanya): albirament d'un peix diable negre viu a prop de la superfície.[29] L'animal va morir pocs dies després.[30]
- 27 de gener - República Popular de la Xina: surt al mercat DeepSeek, una intel·ligència artificial produïda al país que provoca un trasbals al sector tecnològic internacional.[31][32][33]
- 29 de gener - Estats Units d'Amèrica: Un helicòpter militar va impactar contra un avió de passatgers damunt del riu Potomac (Washington DC) i va deixar 67 víctimes mortals.[34]

#### Febrer
- 1 de febrer - Estats Units d'Amèrica: un avió medicalitzat es va estavellar a una zona residencial de Filadèlfia. Es van comptabilitzar set víctimes mortals.[35][36]
- 5 de febrer - Argentina: el president del país, Javier Milei, va anunciar la retirada del país de l'Organització Mundial de la Salut.[37]
- 12 de febrer - Grècia: Konstantinos Tasoulas va ser escollit president pel Parlament hel·lènic després de quatre voltes a les eleccions presidencials gregues de 2025.[38]
- 18 de febrer - Rússia: el president Vladimir Putin anuncia que el seu país i els Estats Units reprendran la relació diplomàtica.[39]
- 20 de febrer - Egipte: descoberta de la tomba del faraó Tuthmosis II.[40]

#### Març
- 2 de març - Estats Units d'Amèrica: La companyia Firefly Aerospace va esdevenir la segona empresa en privada en aterrar amb èxit sobre la Lluna amb el mòdul Blue Ghost Mission 1.[41]
- 4 de març - Estats Units d'Amèrica: L'empresa Colossal Biosciences va crear ratolins llanuts com a part dels seus esforços per recuperar els mamuts llanuts de l'extinció.[42]
- 8 de març a 16 de març - Itàlia: Es van celebrar els Jocs Mundials Special Olimpics d'Hivern 2025 a Torí.[43]
- 11 de març - Mèxic: Es van localitzar les restes d'un camp d'extermini i crematori clandestí del Càrtel Jalisco Nova Generació.[44]
- 11 de març - Filipines: L'ex-president Rodrigo Duterte va ser detingut després de rebre una ordre de detenció del Tribunal Penal Internacional per crims contra la humanitat.[45]
- 18 de març - Palestina: Israel va trencar unilateralment l'acord d'alto el foc i va llençar un bombardeig sobre la Franja de Gaza que es va saldar amb 519 morts, incloen-t'hi criatures.[46][47]
- 21 de març - Londres: Un tall d'energia a l'aeroport de Heathrow a causa de l'incendi d'una subestació propera va provocar disrupcions en el trànsit aeri mundial.[48]
- 28 de març - Myanmar: Es va registrar un terratrèmol de magnitud 7.7 al país que va deixar milers de morts i ferits i va afectar greument altres països, com ara Tailàndia.[49][50]

#### Abril
- 7 d'abril - Estats Units d'Amèrica: L'empresa Colossal Biosciences va fer néixer tres cadells de llop amb gens de llop gegant, una espècie extinta.[51][52]
- 10 d'abril: Nova York: Una família de Barcelona mor després que l'helicòpter amb què volaven es precipités al riu Hudson.[53]
- 13 d'abril - Osaka: S'inaugura l'Exposició Universal d'Osaka amb el lema "Dissenyar la societat del futur".[54]
- 17 d'abril - Londres: Es troba una evidència d'existència de vida a l'exoplaneta K2-18b, situat a 124 anys llum de la Terra. Els investigadors van poder detectar sulfur de dimetil (DMS) i disulfur de dimetil (DMDS), gasos generats a la Terra pel fitoplàncton.[55]
- 26 d'abril - Ciutat del Vaticà: Se celebra el funeral del papa Francesc a la plaça de sant Pere. El pontífex va ser enterrat el mateix dia a la basílica de Santa Maria Major a Roma.[56][57][58]
- 27 d'abril - Sevilla: El Futbol Club Barcelona va guanyar la seva 32a Copa del Rei de futbol a l'estadi de La Cartuja.[59]
- 28 d'abril - Península Ibèrica: Una apagada massiva va afectar el subministrament d'electricitat i telefonia mòbil i fixa durant hores.[60][61][62]
- 28 d'abril - Canadà: Se celebren les eleccions generals al país i el primer ministre Mark Carney és reelegit.[63]
- 30 d'abril - Madrid: La Comissió Nacional dels Mercats i la Competència va donar el vist-i-plau a l'OPA hostil del BBVA al Banc Sabadell.[64][65][66]

#### Maig
- 1 de maig - Anglaterra: La Federació Anglesa anuncia l'exclusió de les dones trans del futbol femení a partir de l'1 de juny.[67]
- 1 de maig - Guayaquil (Equador): Se celebra el centenari del Barcelona Sporting Club.[68][69]
- 5 de maig - Àustria: Vuitantè aniversari de l'alliberament del camp de concentració de Mauthausen-Gusen per les tropes aliades durant la Segona Guerra Mundial.[70][71]
- 6 de maig - Alemanya: Friedrich Merz, del partit conservador Unió Democràtica Cristiana, és elegit canceller del país.[72][73]
- 7 de maig - Ciutat del Vaticà: Comença la celebració del conclave per escollir el successor de Francesc.[74][75]
- 8 de maig - Ciutat del Vaticà: El cardenal Robert Prevost és escollit papa i adopta el nom de Lleó XIV.[76][77]
- 9 de maig - Durrës (Albània): Comença la 108ª edició del Giro d'Itàlia, la primera Gran Volta de la temporada ciclista.[78]
- 10 de maig - Oceà Índic: La nau espacial soviètica Cosmos 482 efectua va impactar contra l'oceà després de 53 anys de la missió fallida d'exploració de Venus.[79]
- 11 de maig - Salamanca (Espanya): Per primera vegada aquest segle, s'exposa el cos de santa Teresa de Jesús a la basílica de l'Anunciació d'Alba de Tormes.[80][81][82]
- 12 de maig - Kurdistan: La guerrilla kurda del Partit dels Treballadors del Kurdistan anuncia la seva dissolució en el marc del seu 12è congrès.[83]
- 13 de maig - París (França): L'actor Gérard Depardieu és declarat culpable de dues agressions sexuals a dues dones durant el rodatge de Les volets verts l'any 2021.[84][85][86]
- 13-17 de maig - Basilea (Suïssa): Se celebra la 69a edició del Festival de la cançó d'Eurovisió.[87][88]
- 17 de maig - Basilea: L'austríac JJ guanya el Festival de la Cançó d'Eurovisió 2025 amb l'òpera-tecno «Wasted Love».[89]
- 17 de maig - Franja de Gaza: Israel comença una ofensiva a gran escala sobre Gaza per ocupar el territori de manera permanent.[90]
- 18 de maig - Portugal:  La coalició Aliança Democrática de Luís Montenegro es consolida com el partit més votat a les eleccions legislatives del país.[91]
- 18 de maig - Romania: Nicușor Dan és escollit president del país a la segona volta de les eleccions presidencials, imposant-se davant del candidat d'extrema dreta.[92]
- 24 de maig - França: Es produeix una apagada massiva al sud del país que va afectar temporalment a 160.000 habitatges i al Festival de Cannes.[93]
- 26 de maig - Liverpool (Anglaterra): Un atropellament massiu durant la celebració del títol de la Premier League del Liverpool FC deixa gairebé una cinquantena de ferits.[94][95]
- 28 de maig - Madrid: El Tribunal Suprem obliga a retornar les pintures murals de la sala capitular conservades al MNAC al monestir de Sixena (Aragó).[96][97]
- 28 de maig - Blatten (Suïsa): L'allau de la glacera Birch va provocar una esllavissada que va sepultar parcialment la població.[98]

### Previsions
- Segons el Banc Mundial, l'Índia passarà a ser la tercera potència econòmica mundial.[99]
- 1 de juliol: Bulgària adoptarà l'euro i esdevindrà el 21è país de la Zona euro.[100]
- 25 d'agost: Bicentenari de la declaració d'independència de l'Uruguai.
- 14 d'octubre: Microsoft finalitzarà el suport per a Windows 10, que va començar l'any 2015.[101]

## Necrològiques
Categoria principal: Morts el 2025
Països Catalans
- 1 de gener:
  - Mataró: Josep Maria Castells Lloberas, discjòquei català (n. 1965).[102]
  - Joan Josep Guinovart i Cirera, farmacèutic i químic català (n. 1947).[103]
- 2 de gener - Francesc Antich Oliver, advocat i polític mallorquí (n. 1958).[104]
- 3 de gener:
  - Ricard Lobo i Gil, monjo, professor, escriptor, polític, editor i gestor públic català (n. 1936).[105]
  - Llibert Cuatrecasas i Membrado, advocat, polític i economista català (n. 1934).
- 9 de gener - Marxuquera: Juan Ramón Calabuig Rodrigo, poeta valencià (n. 1955).
- 10 de gener:
  - Paquita Ors, farmacèutica valenciana i pionera de la biocosmètica a Espanya (n. 1928).[106]
  - Xavier Fort Subirats, sacerdot català (n. 1937).
- 22 de gener - Tarragona: Joan Giné Masdeu, escriptor i professor català (n. 1950).
- 23 gener - Joan Planes Vila, empresari català, fundador de la multinacional Fluidra (n. 1941).[107]
- 24 de gener:
  - Lleida: Josep Maria Alberdi i Cornet, ninotaire, il·lustrador, pintor i realitzador de curtmetratges català (n. 1941).
  - Lluís Conesa Espín, director esportiu català (n. 1944).
- 2 de febrer - Cànoes: Josep Ribas, professor i il·lustrador rossellonès (n. 1931).
- 8 de febrer - Nantes: Martí Aurell i Cardona, historiador medievalista francès (n. 1958).
- 15 de febrer -  Huddersfield: Marta Cardona Valls, escriptora catalana (n. 1928).
- 16 de febrer - Cardedeu: Lluïsa Oller i Barbany, infermera catalana (n. 1928).
- 20 de febrer: Viqui Molins, religiosa i fundadora de l'Hospital de Campanya de santa Anna (n. 1936).[108]
- 25 de febrer: Merche Mar, vedet catalana de revista i music hall.
- 2 de març - Girona: Pedro Zarraluki Rubió, escriptor català (n. 1954).[109]
- 19 de març:
  - Anna Turbau, fotoperiodista catalana (n. 1949).[110]
  - València: Carlos González Cepeda, empresari i polític valencià d'origen castellà (n. 1949).
- 22 de març - Xavier Serrat i Crespo, actor i director teatral català (n. 1947).[111]
- 25 de març - Sentmenat: Santiago Riera i Olivé, advocat, sindicalista i polític català (n. 1947).
- 4 d'abril - Joan Molas i Ripoll, mànager català (n. 1942).[112]
- 22 d'abril - Lluís Prenafeta i Garrusta, empresari i polític català, vinculat a Convergència Democràtica de Catalunya (n. 1939).[113]
- 24 d'abril - Quim Pelegrí i Pinyes, biòleg, editor i fundador de Terra Lliure (n. 1954)[114]
- 25 d'abril:
  - Pere Sampol Mas, enginyer tècnic i polític mallorquí (n. 1951).[115]
  - Xavier Borràs Calvo: La Vall d'en Bas, escriptor, traductor i periodista català (n. 1956).[116]
- 27 d'abril - Barcelona: Montserrat Úbeda i Pla, llibretera i activista cultural catalana (n. 1964).[117]
- 1 de maig - Vila-Real: Manolo Cáceres Artesero, conegut com Manolo el del bombo, animador de la selecció espanyola de futbol.[118]
- 2 de maig - Roser Rosés Senabre, "nena de Rússia" (m. 2025).[119]
- 9 de maig - Barcelona: Joan de Sagarra i Devesa, periodista i crític teatral barcelonès.[120]
- 11 de maig - Sant Just Desvern: Antoni Mercader i Capellà, artista i comissari d'art català (n. 1941).[121]
- 14 de maig - Barcelona: Chufo Llorens, escriptor especialista en novel·la històrica (n. 1931).[122]
- 15 de maig - Montserrat de Salvador Deop, actriu catalana (n. 1927).[123]
- 21 de maig - L'Hospitalet de Llobregat: Montserrat García Rius, escultora catalana (n. 1951).[124]
- 22 de maig - Madrid: Ignasi Riera, polític i escriptor (n. 1940).[125]
- 27 de maig - València: Josep Rausell Sanchis, escultor i professor (n. 1929).[126]

Resta del món
- 1 de gener: 
  - Nora Orlandi, música italiana (n. 1933).
  - David Lodge, escriptor anglès (n. 1935).[127]
- 3 de gener - La Chunga, bailaora i pintora gitana (n. 1938).[128]
- 5 de gener - The Vivienne, drag queen britànica (n. 1992).[129]
- 7 de gener - Peter Yarrow, cantant i compositor estatunidenc, autor de "Puff, el Drac Màgic" (n. 1938).[130]
- 9 de gener - Phyllis Dalton, dissenyadora de vestuari anglesa (n. 1925).[131]
- 15 de gener - David Lynch, director de cinema estatunidenc (n. 1946).[132]
- 2 de febrer - Kent: Brian Murphy, actor britànic (n. 1932).[133]
- 3 de febrer - Madrid (Espanya): Helga de Alvear, gal·lerista i col·leccionista d'art alemanya (n. 1936).[134]
- 23 de febrer - Veracruz (Mèxic): Paquita la del Barrio, cantant mexicana (n 1947).[135]
- Santa Fe: Gene Hackman, actor nord-americà (n. 1930).[136]
- 27 de febrer - Moscou: Borís Spasski, gran mestre d'escacs rus, posteriorment nacionalitzat francès (n. 1937).
- 21 de març - Houston (Estats Units d'Amèrica): George Foreman, boxejador i home de negocis estatunidec (n. 1949).[137]
- 29 de març - Beverly Hills: Richard Chamberlain, actor estatunidenc de cinema i teatre (n. 1934).[138]
- 13 d'abril - Lima (Perú): Mario Vargas Llosa, escriptor i Premi Nobel de Literatura el 2010.[139]
- 21 d'abril - Ciutat del Vaticà: Jorge Mario Bergoglio, papa Francesc (n. 1936).[140]
- 25 d'abril - Austràlia: Virginia Giuffre, activista australiana i principal demandant de Jeffrey Epstein i del príncep Andreu, duc de York per tràfic sexual.[141]
- 5 de maig - Madrid: José Ángel de la Casa Tofiño, periodista esportiu espanyol.[142]
- 13 de maig
  - Montevideo: José Mujica, agricultor i polític uruguaià, 40è president de l'Uruguai (n. 1935).[143]
  - Gaza: Muhammed Sinwar, líder de Hamàs.[144]
- 17 de maig - França: Werenoi, raper francès.[145]
- 19 de maig - Pontedeume (Galícia): Manuel Torreiglesias, presentador de ràdio i televisió espanyol.[146]
- 23 de maig
  - Estats Units d'Amèrica: Mary K. Gaillard, física teòrica estatunidenca especialitzada en física de partícules.[147]
  - París (França): Sebastião Salgado, fotoperiodista brasiler.[148]
- 24 de maig -  Estats Units d'Amèrica: Peter David, escriptor de còmics, novel·les, televisió, pel·lícules i videojocs.[149]
- 26 de maig - Galícia: Emilio Cao, músic, compositor i recuperador de l'arpa celta i pioner del folk gallec contemporani.[150]
- 28 de maig - Geòrgia (Estats Units d'Amèrica): Ngũgĩ wa Thiong'o, escriptor, acadèmic i activista kikuiu.[151][152]
- 11 de juny - Hawthorne: Brian Wilson, músic i productor musical nord-americà, líder i cofundador dels Beach Boys (n 1942).[153]
- 14 de juny - San José: Violeta Chamorro, política i periodista nicaragüenca, que fou presidenta de Nicaragua (n. 1929).[154]
- 3 de juliol - Cernadilla: Diogo Jota, futbolista portuguès (n. 1996).